# Anuvinda escheri
Anuvinda escheri is een spinnensoort in de taxonomische indeling van de rotskaardespinnen (Titanoecidae).
Het dier behoort tot het geslacht Anuvinda. De wetenschappelijke naam van de soort werd voor het eerst geldig gepubliceerd in 1934 door Eduard Reimoser.